# 张寂 (隋朝宦官)
张寂（544年—601年），字比丘，是常山九门（今河北省石家庄市藁城）人，隋文帝时期的内侍省宦官。

## 生平
武定二年（544年），出生。武定八年（550年），高洋篡东魏建立北齐。天统年间，担任北齐颍川王高仁俭王府的东阁祭酒。承光元年（577年），北周灭北齐，统一北方。西入北周，被授予都督、帅都督的头衔。大定元年（581年），杨坚接受周静帝宇文阐的禅让，建立隋朝。开皇年间，担任任内侍省内给事，侍奉汉王杨谅。不久又授予大都督、内侍省内常侍的职务。仁寿元年（601年），因病去世，安葬在京师的杜陵。2014年，出土墓志，但未见墓志盖

## 亲属
- 张（祖父），东魏的高阳郡太守、定州刺史。
- 张（父），东魏的晋寿太守、益州刺史。